# Делла Валле, Джузеппе
Джузеппе Делла Валле (итал. Giuseppe Della Valle: 25 февраля 1899 или 25 ноября 1899, Болонья — 26 ноября 1975) — итальянский футболист, игравший на позиции нападающего за клуб «Болонья», а также национальную сборную Италии.
Двукратный чемпион Италии, участник Олимпийских игр 1924 года.

## Клубная карьера
Родился 25 ноября 1899 года в городе Болонья. Воспитанник футбольной школы клуба «Болонья». Его старший брат Гвидо Делла Валле был одним из основателей «Болоньи», участником первого состава, выступая в защите или на воротах. Также в составе клуба выступал ещё один его брат — нападающий Марио Делла Валле, на счёту которого 46 матчей и 26 голов за клуб в 1913—1922 годах.
Взрослую футбольную карьеру начал в 1916 году в основной команде «Болоньи», цвета которой и защищал на протяжении всей своей карьеры, длившейся шестнадцать лет. Так как его первые шаги в основной команде пришлись на Первую мировую войну, в официальных матчах он дебютировал только в 1919 году. Быстро стал ключевым игроком клуба. Выделялся крепким телосложением, хорошим видением поля, хорошо играл головой, а также имел мощный удар. Имел лидерские качества, поэтому многие годы был капитаном команды. Хорошо сыгрался с другим прославленным нападающим «Болоньи» — Анджело Скьявио. Имея такую сильную пару нападающих, клуб в 1920-х годах пять раз выходил в финал Северной лиги и дважды в 1925 и 1929 годах получил титул чемпиона Италии. С ещё одним ведущим игроком клуба и сборной полузащитником Пьетро Дженовези Делла Валле имел напряжённые отношения. Вне футбола они почти не общались, но хорошо взаимодействовали во время игры и относились друг к другу с большим уважением.
Всего в составе «Болоньи» Делла Валле забил в официальных матчах 104 гола и по этому показателю занимает седьмое место среди лучших бомбардиров клуба в истории.

## Выступления за сборную
В 1923 году дебютировал в официальных матчах в составе национальной сборной Италии в игре против сборной Германии (3:1).
В составе сборной был участником футбольного турнира на Олимпийских играх 1924 года в Париже, был автором двух голов.
Всего в течение карьеры в национальной команде, которая длилась 7 лет, провёл в её форме 17 матчей, забив 6 голов.
После завершения карьеры игрока, вошёл в состав правления клуба. Долгое время был вице-президентом «красно-синих». Умер 26 ноября 1975 года на 77-м году жизни.

## Титулы и достижения
Болонья
- Чемпион Италии (2): 1924/1925, 1928/1929
- Серебряный призёр чемпионата Италии (1): 1926/1927
- Финалист Северной лиги Италии (3): 1920/1921, 1923/1924, 1925/1926